# Oset bezkwiatowy
Oset bezkwiatowy (Carduus defloratus L.) – gatunek rośliny z rodziny astrowatych (Compositae). Występuje naturalnie w Europie Środkowej i Południowej. 

## Rozmieszczenie geograficzne
Występuje w Europie Środkowej i Południowej. Podawany jest między innymi z takich państw jak: Hiszpania, Francja, Włochy, Szwajcaria, Austria, Niemcy, Polska (tylko podgatunek siny subsp. glaucus w Tatrach i Pieninach), Czechy, Słowacja, Węgry, kraje byłej Jugosławii i Rumunia. Występuje powszechnie na terenie całych Alp i przedgórza alpejskiego. W Szwajcarii najczęściej jest rejestrowany w Alpach Urneńskich, Alpach Vaud oraz w górach Jura. We Francji rośnie w górach Jura, w Burgundii, Bugey, Sabaudii, Górnej Sabaudii, Delfinacie, Alpach Nadmorskich oraz w Pirenejach. We Włoszech został zarejestrowany w regionach Dolina Aosty, Piemont, Liguria, Lombardia, Trydent-Górna Adyga, Wenecja Euganejska i Friuli-Wenecja Julijska. 

## Morfologia

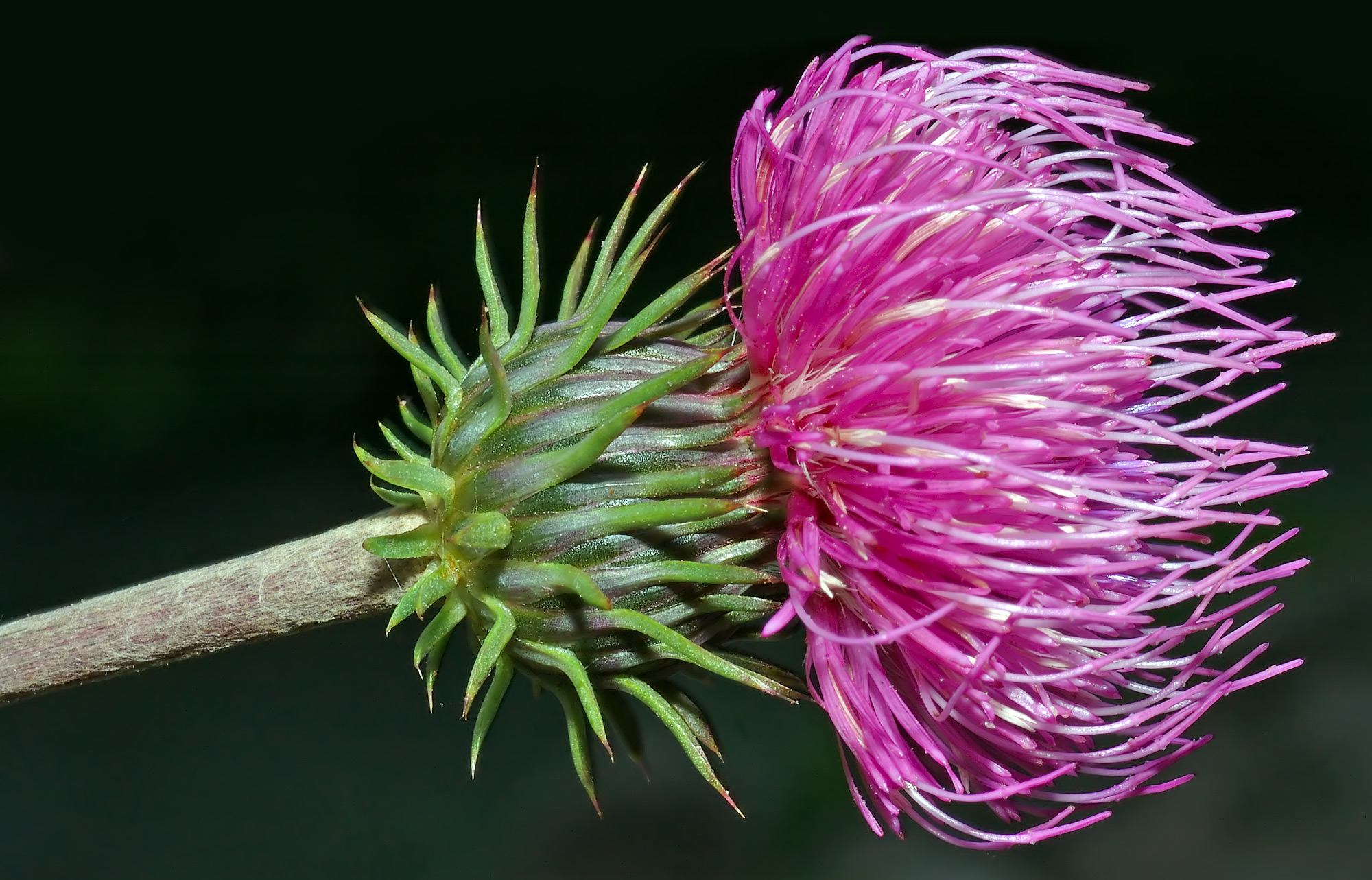
Kwiatostan

PokrójBylina dorastająca do 10–90 cm wysokości. Łodyga jest wzniesiona, nierozgałęziona, często pozbawiona liści w górnej części.
LiścieNaprzemianległe. Mają odwrotnie jajowaty kształt, rzadziej pierzastozłożone. Zwężają się u nasady, czasami zbiegają po ogonku. Blaszka liściowa jest ząbkowana z kolcami.
KwiatyZebrane w koszyczek o średnicy 1,5–2,5 cm rozwijający się na szczytach pędów. Kwiaty objęte są okrywą tworzoną przez kilka szeregów nagich, szydłowatych i kolących łusek. Kwiat rurkowaty dzieli się na wargę górną i dolną.
OwoceNiełupki dorastające do 4 mm długości. Puch kielichowy mierzy do 1,5 cm długości.
Gatunki podobneRośliny tego gatunku są podobne do C. nigrescens, który dorasta do 20–50 cm wysokości. Charakteryzuje się zielonymi łuskami okrywy z przyczepkami o niemal czarnej barwie.

## Biologia i ekologia
Rośnie na piargach, otwartych przestrzeniach w lasach, suchych łąkach oraz w zaroślach. Występuje na wysokości do 2000 m n.p.m., a według innych źródeł nawet do 3000 m n.p.m. Preferuje stanowiska w pełnym nasłonecznieniu. Najlepiej rośnie na suchych, wapiennych glebach, o zasadowym odczynie. Kwitnie od czerwca do września. 
Liczba chromosomów: 2n = 18, 20, 22, 24, 26. 

## Zagrożenia i ochrona
W Szwajcarii – w Alpach oraz w górach Jura gatunek ten jest sklasyfikowany w kategorii LC (least concern) – gatunków najmniejszej troski, we wschodniej części Wyżyny Szwajcarskiej został zaliczony do kategorii NT (near threatened) – gatunków bliskich zagrożeniu, natomiast w jest zachodniej części uznany jest za gatunek narażony (VU – vulnerable). 

## Zmienność

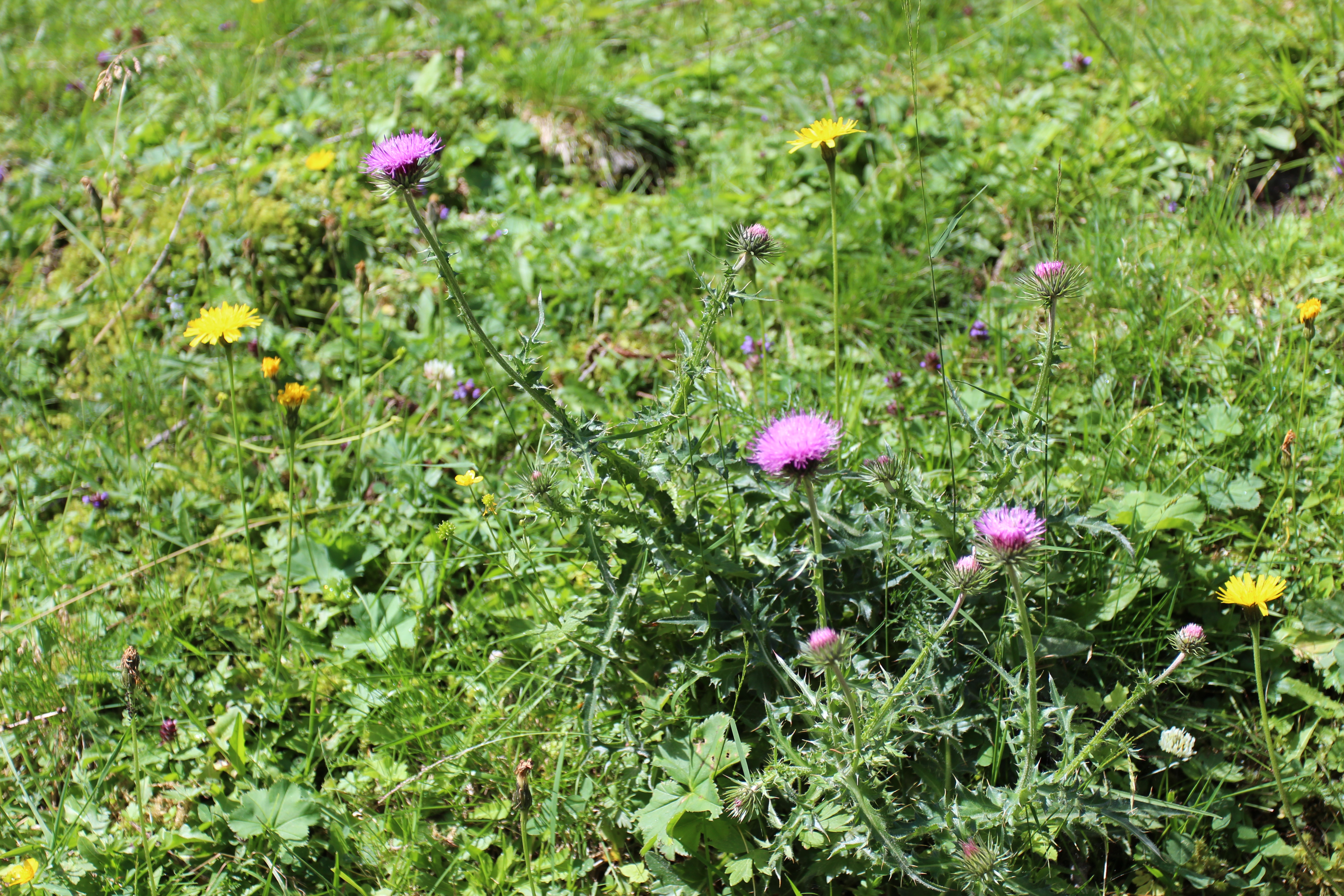
Carduus defloratus subsp. rhaeticus

W obrębie tego gatunku oprócz podgatunku nominatywnego wyróżniono siedem podgatunków:
- Carduus defloratus subsp. argemone (Lam.) Ces.
- Carduus defloratus subsp. carlinifolius (Lam.) Ces.
- Carduus defloratus subsp. glaucus (Baumg.) Nyman (syn. C. glaucus Baumg.) – oset siny
- Carduus defloratus subsp. medius (Gouan) Bonnier
- Carduus defloratus subsp. paui (Devesa & Talavera) O.Bolos & Vigo
- Carduus defloratus subsp. rhaeticus (DC.) Murr
- Carduus defloratus subsp. summanus (Pollini) Arcang.